# ホテル京阪
株式会社ホテル京阪（ホテルけいはん）は、大阪市中央区に本社を置く、京阪ホールディングス傘下のホテル運営会社。

## 概要
京阪ホールディングスの連結子会社であり、京阪ホテルズ&リゾーツとともに京阪グループのホテル事業を担っている。
なおホテル運営は、子会社の株式会社ホテル京阪マネジメントに委託している。以前は京都・大阪に有る「ホテル京阪」は株式会社京阪アーバンシステムズへ、大山レークホテルは株式会社京阪リゾートシステムズへ委託されていたが、株式会社京阪アーバンシステムズは2017年（平成29年）4月に株式会社ホテル京阪マネジメントに商号変更しており、大山レークホテルは2010年（平成22年）に売却し、株式会社京阪リゾートシステムズは2016年（平成28年）9月30日に清算されている。
2007年（平成19年）、京阪グループの全国展開の第1弾として、北海道札幌市に「ホテル京阪札幌」の建設が決定し、2009年（平成21年）6月6日に開業した。
2008年（平成20年）2月13日に、ホテル日航ベイサイド大阪の閉鎖後の建物を、「ホテル京阪 ユニバーサル・タワー」として引き継ぐことを発表。その後、同年5月21日に新装オープンした。
2009年（平成21年）11月21日には、関東地区への進出第一号として、東京都台東区に「ホテル京阪浅草」が開業した。

### 主な沿革
- 1952年（昭和27年）7月1日 - 近江舞子水泳場・キャンプ場の運営を開始。
- 1958年（昭和33年）4月22日 - 『比叡山かんこう開発』を設立。
- 1959年（昭和34年）8月1日 - 「比叡山国際観光ホテル」を開業。
- 1962年（昭和37年）12月21日 - 国民宿舎「近江舞子ロッジ」を開業。
- 1973年（昭和48年）
  - 4月2日 - 『株式会社大山レークホテル』を設立。
  - 4月21日 - 「大山レークホテル」の新装完成。
- 1977年（昭和52年）9月1日 - 株式会社ホテル京阪を設立。
- 1979年（昭和54年）3月10日 - 「ホテル京阪大阪」（現：ホテル京阪 天満橋）を開業。
- 1982年（昭和57年）9月20日 - 『株式会社ホテル京阪京都』を設立。
- 1984年（昭和59年）3月3日 - 「ホテル京阪京都」（現：ホテル京阪 京都グランデ）を開業。
- 1988年（昭和63年）
  - 2月25日 - 『株式会社比叡山ホテル』を設立。
  - 4月1日 - 「比叡山ホテル」を『比叡山観光開発』から『株式会社比叡山ホテル』に譲渡。
  - 12月21日 - 『比叡山観光開発』が解散。
- 1990年（平成2年）3月21日 - 「ホテル京阪京橋」（現：ホテル京阪 京橋グランデ）を開業。
- 1995年（平成7年）4月11日 - 「近江舞子ホテル」の営業を再開。
- 1997年（平成9年）
  - 1月15日 - 「近江舞子ホテル」「近江舞子ロッジ」を休止。
  - 7月9日 - 「大山レークホテル」の改築が完了し、翌10日から開業。
  - 10月2日 - 「大山レークホテル」が鳥取県から「鳥取県景観大賞」の「景観賞」を受賞。
- 1998年（平成10年）1月12日 - 『株式会社比叡山ホテル』が解散。「比叡山ホテル」「京都パレスサイドホテル」は『京阪レストラン』へ売却し、『京阪ホテルサービス』に運営を委託。
- 1999年（平成11年）
  - 5月1日 - 「ロテル・ド・比叡」を開業。
  - 8月31日 - 子会社『京阪アーバンシステムズ』『京阪リゾートシステムズ』を設立。
  - 10月1日 - 『株式会社ホテル京阪京都』『株式会社大山レークホテル』『株式会社近江舞子ホテル』を吸収合併。都市型ホテルを『京阪アーバンシステムズ』に、リゾートホテルは『京阪リゾートシステムズ』に運営を委託。
- 2001年（平成13年）
  - 6月20日 - 『京阪ホテルサービス』が「京都パレスサイドホテル」の営業を終了。
  - 7月1日 - 「ホテル京阪 ユニバーサル・シティ」を開業。
  - 7月2日 - 『京阪ホテルサービス』が、『株式会社ロテル・ド・比叡』に商号を変更。
- 2004年（平成16年）4月1日 - 『株式会社ロテル・ド・比叡』を合併。
- 2006年（平成18年）9月24日 - 「近江舞子ホテル」を閉館。
- 2008年（平成20年）5月21日 - 「ホテル京阪 ユニバーサル・タワー」を開業。
- 2009年（平成21年）
  - 6月6日 - 「ホテル京阪 札幌」を開業。
  - 6月10日 - ポイントカードシステム「ホテル京阪メンバーズクラブ」を導入。
  - 11月21日 - 「ホテル京阪 浅草」を開業。
- 2010年（平成22年）3月31日 - 「大山レークホテル」をファミリーイナダに売却。
- 2015年（平成27年）4月1日 - 星野リゾートに「ロテル・ド・比叡」の運営を委託。
- 2016年（平成28年）10月1日 - ホテル京阪のうち京都及び京橋を新ブランド「ホテル京阪グランデ」に名称変更[6]。
- 2017年（平成29年）12月 - 京阪ホテルズ&リゾーツと共同で『京阪ステイズ（株）』を設立。
- 2021年（令和3年）5月6日 - 「ホテル京阪 ユニバーサル・シティ」の運営を終了[7]。

以上、およびその他の歴史は参照。

## ホテル一覧
（この節の出典: ）
- ホテル京阪 札幌
- ホテル京阪 仙台
2020年8月1日に開業[10]。ホテル京阪にとって初の東北地方のホテルとなった[10]。
- ホテル京阪 築地銀座グランデ
- ホテル京阪 浅草
- ホテル京阪 東京四谷
- ホテル京阪 名古屋
- ホテル京阪 京都グランデ（2016年9月30日まではホテル京阪 京都[6]）
- ホテル京阪 京都八条口
- ホテル京阪 京都駅南
- ホテル京阪 ロテルド比叡
2015年4月より星野リゾート運営になり[11]同年7月に星野リゾート ロテルド比叡へ名称変更、2020年に業務委託期間が満了した後は京阪直営に戻った[11]。
- ホテル京阪 京橋グランデ（2016年9月30日まではホテル京阪 京橋[6]）
- ホテル京阪 ユニバーサル・シティ
2021年5月6日で営業終了。以後はホテルマネージメントジャパンの運営でリブランドされ「オリエンタルホテル ユニバーサル・シティ」となった[7]。
- ホテル京阪 ユニバーサル・タワー
- ホテル京阪 天満橋
- ホテル京阪 淀屋橋
- ホテル京阪 なんば グランデ（2023年3月25日開業、なんばパークスサウス内[12]）

## その他の京阪グループのホテル
- 京都タワーホテル(京阪ホテルズ＆リゾーツ株式会社)
- 京都タワーホテルアネックス(京阪ホテルズ＆リゾーツ株式会社)
- 琵琶湖ホテル(京阪ホテルズ＆リゾーツ株式会社)
- 京都センチュリーホテル(京阪ホテルズ＆リゾーツ株式会社)
- ザ・サウザンドキョウト(京阪ホテルズ＆リゾーツ株式会社)
- CAFETEL 京都三条 for Ladies(京阪ステイズ株式会社）
- GOODNATURE HOTEL KYOTO(株式会社ビオスタイル）